# Крунць
Крунць, Крунці (рум. Crunți) — село у повіті Яломіца в Румунії. Входить до складу комуни Ревіга.
Село розташоване на відстані 84 км на схід від Бухареста, 22 км на північний захід від Слобозії, 132 км на північний захід від Констанци, 111 км на південний захід від Галаца.

## Населення
За даними перепису населення 2002 року у селі проживала 631 особа, усі — румуни. Усі жителі села рідною мовою назвали румунську.